# Forte de São Pedro (Ponta Delgada)
O Forte de São Pedro localizava-se na cidade e concelho de Ponta Delgada, a sudeste da ilha de São Miguel, nos Açores.
Em posição dominante sobre este trecho do litoral, constituiu-se em uma fortificação destinada à defesa deste ancoradouro contra os ataques de piratas e corsários, outrora frequentes nesta região do oceano Atlântico. Cruzava fogos com o Forte de São Brás de Ponta Delgada e com o Forte do Açougue.

## História
No contexto da Guerra da Sucessão Espanhola (1702-1714) encontra-se referido como "O Reduto de S. Pedro." na relação "Fortificações nos Açores existentes em 1710".
Ao final do século XVIII, a Relação dos Castelos e mais Fortes da Ilha de S. Miguel do seu estado do da sua Artelharia, Palamentas, Muniçoens e do q.' mais precizam, pelo major engenheiro João Leite de Chaves e Melo Borba Gato, informava:
"Forte de S. Pedro - Na cid.e q.' auxilia de flanco a 2 referidos, conserva-se em bom estado, tem 9 canhoneiras, 4 de frente, q.' defendem o ancoradouro com tiros fixantes; isto he com algu'a obliquid.e, e 5 de flanco, q.' defendem o Porto d'Alfandega: tem 2 peças de bronze de camara. e Ambos estes Fortes são municiados do Castello de S. Braz, e por isso não se nota a sua palamenta."
SOUSA (1995), em 1822, ao descrever as defesas do porto de Ponta Delgada refere: "(...) os [fortes] de S. Pedro (...) [fortificados] de 20 e tantas [peças de grande calibre]; (...).".
O mapa da "Força Militar material existente em S. Miguel em Outubro de 1925", que aponta quatro pontos fortificados com 51 bocas de fogo e respectiva palamenta na ilha, para este forte computa 1 peça de calibre 24 e 5 de 9.
A "Relação" do marechal de campo Barão de Bastos em 1862 informa que se encontra em bom estado, e observa:
"Merece ser conservado, porque cruzando os seus fogos com as batterias do Castello de S. Bras, protege efficazmente o ancoradouro em frente da Cidade, e concorrendo para lhe dar certa aparencia de força e consideração. Tem um pequeno paiol e alojamento, e parapeitos com canhoneiras bem construídas."
Foi demolido no contexto das obras de abertura do primeiro troço da Avenida Litoral, inaugurada em 1952.

## Características
Constituiu-se em um forte de pequenas dimensões, em cujos muros se rasgavam nove canhoneiras. Não foram localizados detalhes complementares sobre as suas edificações de serviço (Casa do Comando, Quartel de Tropa, Paiol de Pólvora) ou sua evolução.